# Jayathma Wickramanayake
Jayathma Wickramanayake, née le 22 novembre 1990 à Bentota au Sri Lanka, est une fonctionnaire internationale pour l'Organisation des Nations unies.
Elle est l'envoyée du secrétaire général des Nations unies pour la jeunesse. Nommée par le secrétaire général des Nations unies António Guterres en juin 2017, elle succède au jordanien Ahmad Alhendawi, qui est le premier envoyé pour la jeunesse de 2013 à 2017.
Avant de remplir les fonctions d'envoyée pour la jeunesse, Jayathma Wickramanayake a dirigé les actions en faveur développement de la jeunesse au niveau international comme au niveau national dans son pays d'origine, le Sri Lanka.
Elle est la cofondatrice de l'organisation de jeunesse Hashtag Generation (#Generation), visant à accroître l'engagement civique et politique des jeunes Sri-Lankais, en particulier des jeunes femmes. Jayathma Wickramanayake était aussi la toute première déléguée de la jeunesse de son pays et a participé activement à la création de la Journée mondiale des compétences des jeunes.

## Biographie

### Jeunesse et formation
Jayathma Wickramanayake naît en 1990 dans la ville côtière de Bentota au Sri Lanka. Elle obtient un baccalauréat en sciences de l'Université de Colombo. Pendant ses études universitaires, Jayathma Wickramanayake devient finaliste du premier concours organisé par le ministère sri-lankais de la Jeunesse pour sélectionner les jeunes leaders émergents du pays.

### Déléguée aux Nations unies
Jayathma Wickramanayake est choisie en 2012 comme toute première déléguée de la jeunesse du pays auprès des Nations unies et elle participe à la 67e Assemblée générale des Nations unies. Alors qu'elle termine son mandat de déléguée de la jeunesse en 2013, Jayathma Wickramanayake est nommée membre et négociatrice principale des jeunes du Groupe de travail international sur la jeunesse à la Conférence mondiale de la jeunesse 2014, organisée au Sri Lanka. À ce titre, elle donne ses avis et ses conseils sur le programme, l'ordre du jour, les actes et la déclaration finale de la conférence.
En se basant sur les résultats de cette conférence, Jayathma Wickramanayake joue également un rôle clé dans l'intégration des préoccupations des jeunes dans le programme de développement post-2015 et pour la reconnaissance du 15 juillet comme Journée mondiale des compétences des jeunes, une proposition émise par le Sri Lanka à la 69e Assemblée générale des Nations unies.

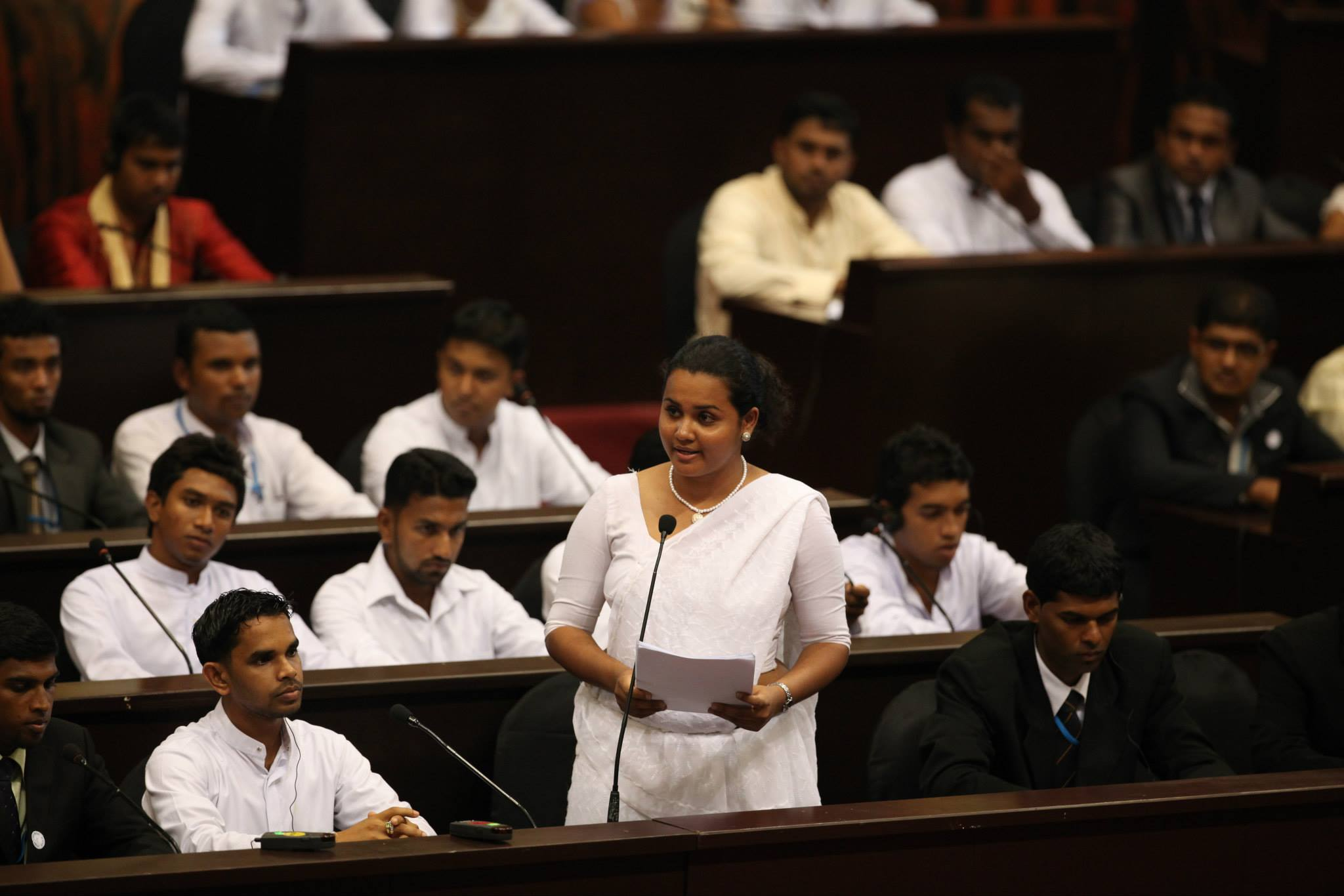
Jayathma Wickramanayake s'adressant au Parlement des jeunes du Sri Lanka pour accueillir Navaneethem Pillay, alors Haut-Commissaire des Nations unies aux droits de l'homme.

Plus tard, Jayathma Wickramanayake devient sénatrice au Parlement des jeunes du Sri Lanka de 2013 à 2015, et chargée de projet à l'Initiative One-Text (One-Text Initiative, OTI), qui se consacre à l'établissement d'un consensus politique et à la réconciliation d'après-guerre dans le pays,.
Elle est également la secrétaire du secrétaire général du Parlement du Sri Lanka, en 2016 et 2017. Avant d'assumer le rôle d'Envoyé du secrétaire général des Nations unies pour la jeunesse, Jayathma Wickramanayake travaille comme cadre au service administratif du Sri Lanka.

### Hashtag Generation
Jayathma Wickramanayake lance l'organisation de jeunesse populaire Hashtag Generation (#Generation) avec trois autres anciens délégués sri-lankais de la jeunesse de l'ONU. L'objectif de ce projet est de renforcer et encourager le potentiel des jeunes, en particulier des jeunes femmes, à participer à la vie politique de leur pays. L'une des initiatives entreprises par Hashtag Generation est We Govern Sri Lanka, qui utilise les TIC pour favoriser l'autonomisation des femmes en politique.

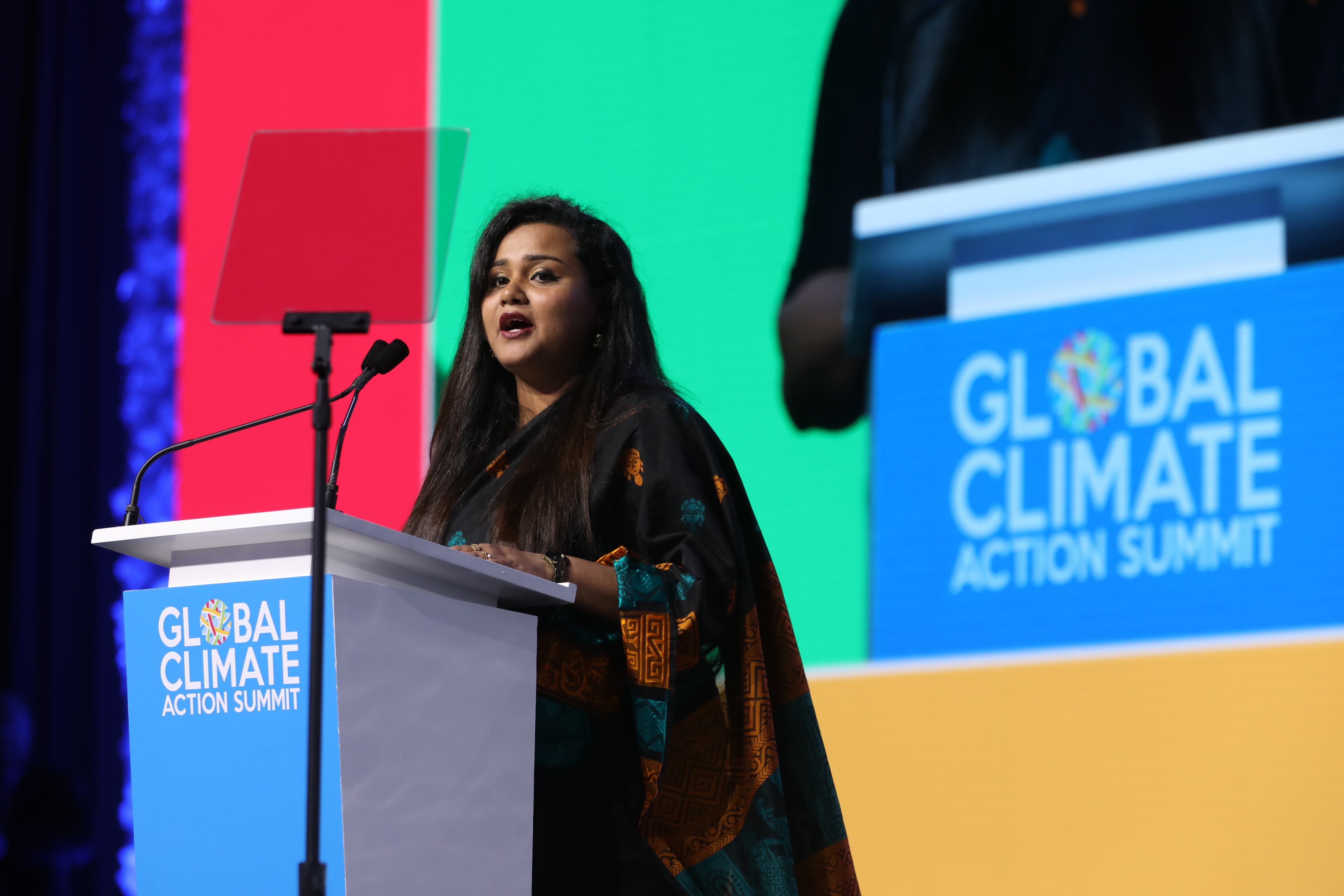
Jayathma Wickramanayake, envoyée du secrétaire général des Nations unies pour la jeunesse, s'exprimant lors du Sommet mondial d'action pour le climat 2018.

### Envoyée du secrétaire général pour la jeunesse
Jayathma Wickramanayake est nommée en juin 2017 envoyée du secrétaire général des Nations unies pour la jeunesse. Dans ces fonctions, elle s'efforce d'élargir les efforts d'engagement, de participation et de plaidoyer des jeunes à travers les quatre principales orientations de travail des Nations unies : le développement, les droits humains, la paix et la sécurité, et l'action humanitaire. L’un de ses objectifs en tant qu’envoyée pour la jeunesse est de « veiller à ce que les jeunes aient une voix dans tous ces processus à l’ONU », tout en rapprochant l’ONU des jeunes.
Elle souligne également la nécessité de considérer les jeunes non pas comme un frein ou un handicap mais comme une opportunité à saisir pour impliquer les jeunes dans toutes les discussions, à tous les niveaux.
Elle fait partie en novembre 2019 de la liste des 100 prochains dirigeants mondiaux selon le magazine américain Time.